# Bairabi
Bairabi è una città dell'India di 3.304 abitanti, nel distretto di Kolasib, nello stato federato del Mizoram. In base al numero di abitanti la città rientra nella classe VI (meno di 5.000 persone).

## Geografia fisica
La città è situata a 24° 14' 09 N e 92° 31' 17 E.

## Società

### Evoluzione demografica
Al censimento del 2001 la popolazione di Bairabi assommava a 3.304 persone, delle quali 1.736 maschi e 1.568 femmine. I bambini di età inferiore o uguale ai sei anni assommavano a 630, dei quali 327 maschi e 303 femmine. Infine, coloro che erano in grado di saper almeno leggere e scrivere erano 2.275, dei quali 1.225 maschi e 1.050 femmine..